# 환경전사 젠타포스
환경전사 젠타포스는 EBS에서 환경보호를 주제로 하여 제작된 어린이 드라마이자 대한민국의 특촬물로써 총 26화가 방영되었다. 전작인 돌아온 그린맨과 후속작인 환경수비대 와일드포스와 함께 환경을 주제로한 대한민국특촬물이며 2003년 2월 25일에서 8월 19일까지 방영되었고 비디오는 2003년에 제작 이후 DVD는 2004년에 제작되었다.
일본에선 환경전대 젠타포스 (環境戦隊ゼンタフォース)라는 제목으로도 방영되었다. 작품의 줄거리는 지구를 오염시켜 지구를 정복하려하는 알렉산드로 제국으로부터 지구를 보호하려는 젠타포스의 모습을 소재로 하며 등장인물로는 주인공인 현풍을 중심으로 현열,현수,유리,현웅,이미연,박군,왕해룡,최빈 교수를 필두로 한 젠타포스(환경특공대)와 이작품의 최종보스인 하데스를 중심으로해서 오염종족이자 지구침략종족의 적대세력인 케이트,니칸&네칸,아르고스,후스카,더스터,엑시드로 이뤄진 알렉산드로 제국이 있다.

## 등장인물
환경전사 젠타포스의 등장인물로는 크게 선역인 젠타포스 측과 악역인 알렉산드로 제국의 인물들로 구분이 가능하다.

### 젠타포스
- 현풍(젠타 윈드, 작품 속의 주인공): 윤선우
- 현열(젠타 파이어): 박정환
- 현수(젠타 아쿠아): 윤든솔
- 유리(젠타 가이아): 이정인
- 현웅(젠타맨): 김성수
- 이미연: 이승신
- 박군: 배우 미상
- 왕해룡: 박병재
- 최빈 교수: 성현철

### 알렉산드로 제국
- 하데스: 신한호(성우)
- 케이트: 김혜연
- 니칸&네칸: 이성호(니칸 역할), 김형진(네칸 역할)
- 아르고스
- 후스카
- 더스터
- 엑시드

## 방영 목록
| 회차   | 부제                    | 본 방송일       |
| 제1화  | 아빠는 젠타맨           | 2003년 2월 25일 |
| 제2화  | 출동! 젠타포스          | 2003년 3월 4일  |
| 제3화  | 다시 나타난 아르고스    | 2003년 3월 11일 |
| 제4화  | 날아라 병아리!          | 2003년 3월 18일 |
| 제5화  | 보이지 않는 괴물        | 2003년 3월 25일 |
| 제6화  | 유리의 비밀             | 2003년 4월 1일  |
| 제7화  | 젠타 5원소              | 2003년 4월 8일  |
| 제8화  | 젠타 5원소의 비밀       | 2003년 4월 15일 |
| 제9화  | 거북이를 부탁해!        | 2003년 4월 22일 |
| 제10화 | 젠타 원석을 훔쳐라!     | 2003년 4월 29일 |
| 제11화 | 위기에 빠진 유리        | 2003년 5월 6일  |
| 제12화 | 디디를 찾아라!          | 2003년 5월 13일 |
| 제13화 | 주말농장에서 생긴 일    | 2003년 5월 20일 |
| 제14화 | 납치된 젠타맨           | 2003년 5월 27일 |
| 제15화 | 방황하는 젠타포스       | 2003년 6월 3일  |
| 제16화 | 학교에 간 유리          | 2003년 6월 10일 |
| 제17화 | 광선검의 비밀           | 2003년 6월 17일 |
| 제18화 | 젠타소녀 유리           | 2003년 6월 24일 |
| 제19화 | 유리의 배신             | 2003년 7월 1일  |
| 제20화 | 위기에 빠진 젠타포스    | 2003년 7월 8일  |
| 제21화 | 탄생! 젠타 가이아       | 2003년 7월 15일 |
| 제22화 | 케이트의 비밀 작전      | 2003년 7월 22일 |
| 제23화 | 마술피리의 비밀         | 2003년 7월 29일 |
| 제24화 | 젠타포스의 비밀 무기    | 2003년 8월 5일  |
| 제25화 | 드디어 나타난 하데스    | 2003년 8월 12일 |
| 제26화 | 젠타포스 지구를 구하다! | 2003년 8월 19일 |